# Perdiguero de Drente
El perdiguero de Drente (en neerlandés: Drentsche Patrijshond) es un perro de caza versátil y poco común de tipo Spaniel, originario de la provincia neerlandesa de provincia de Drente. Se le conoce popularmente con el nombre de Drent, existiendo alrededor de cinco mil ejemplares en el mundo.
El perdiguero de Drente se asemeja a perros de tipo Spaniel y setter. Excelente perro de muestra y cobrador, se usa con frecuencia para cazar aves, adaptándose igual de bien al campo que a terrenos pantanosos.

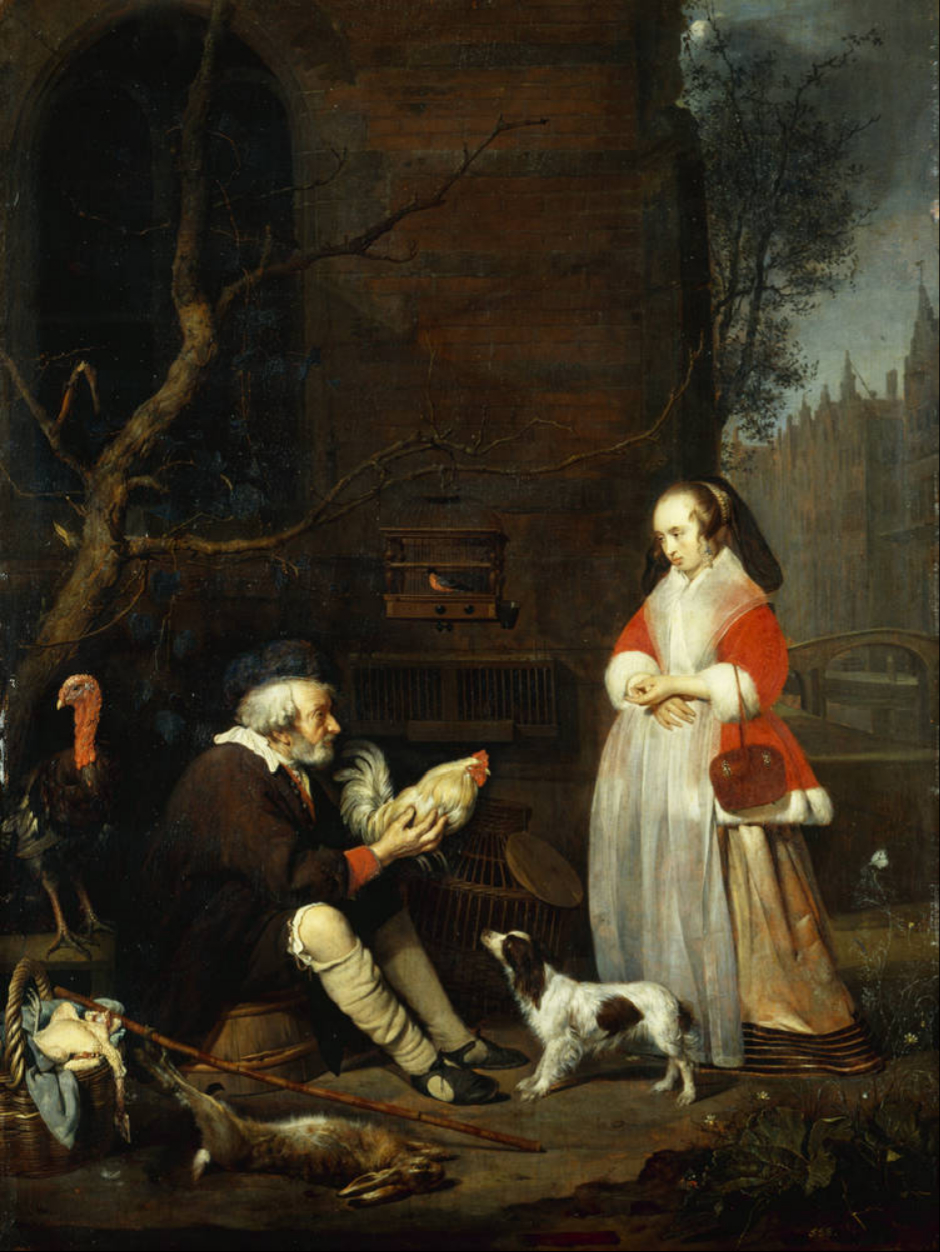
The Poultry seller de Gabriel Metsu, 1662